# 팩맨 성운
NGC 281 또는 팩맨 성운은 카시오페이아 자리의 성운이다. H ll영역이 빛을 내고 있는 것이다. 이 성운의 모습이 마치 팩맨을 닮아, '팩맨 성운'으로 불린다. 이 성운은 1883년 8월에 천문학자인 버나드(E.E.Barnard)가 발견했다. 이 성운은 7.4 등급 인 것에 반해, 어두워서, O-lll 필터를 통해서야만 볼 수 있다.(대형 망원경으로는 O-lll필터 없이 성운 식별 가능) 그리고, 이 성운 중심에는 몇몇 별들이 무리지어 있는데, 그중 가장 밝은 항성은 HD 8005이다. 이 천체의 명칭은 IC 1590이다.